# Тихменево (Пензенская область)
Тихменево — село в Кузнецком районе Пензенской области России. Входит в состав Явлейского сельсовета.

## География
Село находится в восточной части Пензенской области, на расстоянии примерно 21 км (по прямой) к северо-востоку от города Кузнецк, административного центра района.

### Часовой пояс
Село Тихменево, как и вся Пензенская область, находится в часовой зоне МСК (московское время). Смещение применяемого времени относительно UTC составляет +3:00.

## Население
| 1859 | 1911  | 1930  | 1939  | 1959 | 1979 | 1989 |
| ---- | ----- | ----- | ----- | ---- | ---- | ---- |
| 473  | ↗1034 | ↗1256 | ↘1095 | ↘611 | ↘499 | ↘403 |
| 1996 | 2002  | 2010  |       |      |      |      |
| ↘385 | ↘304  | ↗379  |       |      |      |      |

### Национальный состав
Согласно результатам переписи 2002 года, в национальной структуре населения русские составляли 97 % из 304 чел.